# DCU Center
O DCU Center, antes conhecido como The Centrum, Centrum in Worcester e Worcester's Centrum Centre é um estádio e centro de convenções localizado no centro financeiro de Worcester, Massachusetts. O DCU Center é propriedade da prefeitura de Worcester e administrado pela SMG, uma empresa pública criada para gerenciar as instalações.

## Curiosidade
- Em 1º de setembro de 2010 o estádio recebeu a turnê internacional da cantora brasileira Ivete Sangalo, onde estava preparando seus fãs para a grandiosa gravação do DVD ao vivo no Madison Square Garden, em Nova York, dias depois.[3]